# Elysian (Minnesota)
Elysian ist eine Kleinstadt (mit dem Status „City“) im Le Sueur und zu einem kleineren Teil im Waseca County im US-amerikanischen Bundesstaat Minnesota. Das U.S. Census Bureau hat bei der Volkszählung 2020 eine Einwohnerzahl von 708 ermittelt.

## Geografie
Elysian liegt inmitten einer seenreichen Landschaft im Süden Minnesotas. Die geografischen Koordinaten von Elysian sind 44°11′55″ nördlicher Breite und 93°40′26″ westlicher Länge. Das Stadtgebiet erstreckt sich über eine Fläche von 3,13 km².
Benachbarte Orte von Elysian sind Waterville (10,4 km ostnordöstlich), Waseca (22,8 km südöstlich), Janesville (13,6 km südlich), Madison Lake (11,7 km westlich) und Cleveland (24,7 km nordwestlich).
Die nächstgelegenen größeren Städte sind Minneapolis (113 km nordnordöstlich), Minnesotas Hauptstadt Saint Paul (118 km in der gleichen Richtung), Rochester (117 km ostsüdöstlich), Cedar Rapids in Iowa (360 km südöstlich), Iowas Hauptstadt Des Moines (324 km südlich), Omaha in Nebraska (523 km südwestlich), Sioux Falls in South Dakota (301 km westsüdwestlich) und Fargo in North Dakota (472 km nordwestlich).

## Verkehr
Die Minnesota State Route 60 verläuft in West-Ost-Richtung als Hauptstraße durch Elysian. Alle weiteren Straßen sind untergeordnete Landstraßen, teils unbefestigte Fahrwege sowie innerörtliche Verbindungsstraßen.
Mit dem Mankato Regional Airport befindet sich 25,9 km nördlich ein kleiner Flugplatz. Der nächste größere Flughafen ist der Minneapolis-Saint Paul International Airport (108 km nordnordöstlich).

## Demografische Daten
Nach der Volkszählung im Jahr 2010 lebten in Elysian 652 Menschen in 273 Haushalten. Die Bevölkerungsdichte betrug 208,3 Einwohner pro Quadratkilometer. In den 273 Haushalten lebten statistisch je 2,37 Personen.
Ethnisch betrachtet setzte sich die Bevölkerung zusammen aus 96,6 Prozent Weißen, 0,5 Prozent Afroamerikanern sowie 0,2 Prozent (eine Person) Asiaten; 2,8 Prozent stammten von zwei oder mehr Ethnien ab. Unabhängig von der ethnischen Zugehörigkeit waren 0,9 Prozent der Bevölkerung spanischer oder lateinamerikanischer Abstammung.
23,6 Prozent der Bevölkerung waren unter 18 Jahre alt, 57,2 Prozent waren zwischen 18 und 64 und 19,2 Prozent waren 65 Jahre oder älter. 50,6 Prozent der Bevölkerung war weiblich.

Das mittlere jährliche Einkommen eines Haushalts lag bei 53.750 USD. Das Pro-Kopf-Einkommen betrug 29.143 USD. 0,7 Prozent der Einwohner lebten unterhalb der Armutsgrenze.